# Sivaganga
Sivaganga (en tamil: சிவகங்கை ) es una localidad de la India capital del distrito de Sivagangai, estado de Tamil Nadu.

## Geografía
Se encuentra a una altitud de 102 m.s.m. a 462 km de la capital estatal, Chennai, en la zona horaria UTC +5:30.

## Demografía
Según estimación 2010 contaba con una población de 46 303 habitantes.